# William de Mowbray
William de Mowbray, VI Barón de Thirsk, IV Barón Mowbray (c. 1173–c. 1224) fue un Lord normando y noble inglés, uno de los veinticinco ejecutores de la Carta Magna. Es descrito como pequeño como un enano, pero generoso y valiente.

## Familia y primeros años
William era el mayor de la hija y los tres o cuatro hijos de Nigel de Mowbray, y Mabel, que se cree fue la hija de William de Patri, y nieto de Roger de Mowbray.

## Carrera bajo Ricardo I
Mowbray parece haber estado en compañía de Ricardo I en Speyer, Alemania, el 20 de noviembre de 1193 durante el periodo de cautividad de Ricardo a su regreso de Palestina.  En 1194 obtuvo librea de sus tierras, pagando un rescate de £100. Fue inmediatamente requerido para pagar una suma casi tan grande como su participación en el escuage recaudado para el rescate de Ricardo, para el pago del cual  fue uno de los rehenes. William fue más tarde testigo del tratado de firmado entre Ricardo y Balduino de Flandes en 1197.

## Carrera bajo Juan I
En 1215 Mowbray, junto con otros barones del norte, era uno de los principales opositores a Juan I. Fue nombrado uno de los veinticinco ejecutores de la Carta Magna, y como tal excomulgado por el papa Inocencio III. Su hermano más joven, Roger, ha sido a veces considerado como uno de los veinticinco, aparentemente por confusión con, o como sustituto de Roger de Mumbezon. Roger murió sin herederos aproximadamente en 1218, y William recibió sus tierras.

## Carrera bajo Enrique III
En la primera guerra de los Barones, Mowbray apoyó a Luis VII. Mowbray fue hecho prisionero en la Batalla de Lincoln (1217), y sus propiedades otorgadas a William Marshal el Joven; pero las recuperó a cambio de entregar el señorío de Banstead en Surrey a Hubert de Burgh, antes de la restauración general en septiembre de aquel año.
En enero de 1221, Mowbray ayudó a Hubert á expulsar a su anterior co-ejecutor, William de Aumâle, de su último baluarte en Bytham en Lincolnshire.

## Benefactor, matrimonio y sucesión
Mowbray fundó la capilla de St. Nicholas, en Thirsk, y fue benefactor de las fundaciones de su abuelo en Furness y Newburgh, donde fue enterrado a su muerte en Axholme aproximadamente en 1224. 
Mowbray se casó con Avice, hija de William d'Aubigny, conde de Arundel, de la rama senior de los d'Aubignys. Con ella tuvo dos hijos, Nigel y Roger. El Progenies Moubraiorum informa que Nigel murió antes que su padre, y Nicolas y Courthope aceptan esta fecha; pero Dugdale aduce pruebas documentales mostrando que obtuvo librea de sus tierras en 1223, y no murió (en Nantes) hasta 1228. Como Nigel no tuvo descendencia con su esposa Mathilda o Maud, hija de Roger de Camvile, fue sucedido como VI barón Mowbray por su hermano Roger II, que alcanzó la mayoría de edad en 1240, y murió en 1266. El hijo de este Roger, Roger III, fue el séptimo barón (1266–1298) y fue el padre de Juan I de Mowbray, octavo barón.
Se ha especulado que Mowbray fue la inspiración del personaje de Tyrion Lannister en Juego de Tronos.